# Béatrice Glase
Béatrice Alice Glase, född de Rougemont, född 1918 i Stockholm, död 2008, var en svensk journalist och författare. Hon verksam vid Åhlén & Åkerlunds tidskriftsförlag och som lokalhistoriker med Gamla stans och Riddarholmens historia som huvudintresse.
Glase tilldelades 2002 Hans Majestät Konungens medalj av åttonde storleken och samma år Samfundet S:t Eriks plakett.
Béatrice Glase, som var dotter till konstnärerna Philippe de Rougemont och Sigrid Wahlström, var gift med fotografen Gösta Glase. Makarna Glase producerade även böcker gemensamt.